# Les Abrets-en-Dauphiné
Les Abrets-en-Dauphiné é uma comuna francesa na região administrativa de Auvérnia-Ródano-Alpes, no departamento de Isère. Estende-se por uma área de 27.41 km². Em 2010 a comuna tinha 6 441 habitantes (densidade: 235 hab./km²).
Foi criada em 1 de janeiro de 2016, a partir da fusão das antigas comunas de Les Abrets, La Bâtie-Divisin e Fitilieu.